# Ramón Gato Sánchez
Ramón Sánchez, auch bekannt unter dem Spitznamen El Gato, ist ein ehemaliger  mexikanischer Fußballspieler, der vorwiegend im Mittelfeld agierte.

## Laufbahn
„Gato“ Sánchez stammt aus der Nachwuchsabteilung des Club Deportivo Imperio und spielte als Profi für den Puebla FC, mit dem er in der Saison 1944/45 den mexikanischen Pokalwettbewerb gewann.

## Erfolge
- Mexikanischer Pokalsieger: 1945